# Верхнє Сазово
Верхнє Са́зово (рос. Верхнее Сазово, башк. Үрге һаҙ) — присілок у складі Кугарчинського району Башкортостану, Росія. Входить до складу Максютовської сільської ради.
Населення — 179 осіб (2010; 197 в 2002).
Національний склад:
- башкири — 80%